# Lennart Hannelius
Lennart Hannelius (Hanko, 8 novembre 1893 – Stoccolma, 4 maggio 1950) è stato un tiratore a segno finlandese.

## Palmarès

### Olimpiadi
- 1 medaglia:
  - 1 bronzo (Parigi 1924 nella pistola libera individuale)